# Плетенівка (пункт контролю)
50°20′1″ пн. ш. 36°55′47″ сх. д. / 50.33361° пн. ш. 36.92972° сх. д.
Плетені́вка — пункт пропуску через державний кордон України на кордоні з Росією. Через пропускний пункт здійснюється лише автомобільний вид пропуску.
Розташований у Харківській області поблизу селища Плетенівка, на автошляху Т 2108. З російського боку розташований пункт пропуску «Шебекино», Шебекинський район Бєлгородської області.
Вид пропуску — автомобільний. Статус пункту пропуску — міжнародний.
Характер перевезень — пасажирський, вантажний.
Окрім радіологічного, митного та прикордонного контролю, автомобільний пункт пропуску «Плетенівка» може здійснювати фітосанітарний, ветеринарний, екологічний та контроль Служби міжнародних автомобільних перевезень.
Після вибухів на залізничній станції «Основа» та атаки будівлі військкомату з гранатомета, харківські активісти, не чекаючи реалізації проєкту «Стіна» 10 вересня 2014 року вирушили у кількості 200 добровольців із наміром викопати близько 2 км окопів в пункті пропуску «Плетенівка».